# Associazione Calcio Messina 1936-1937
Questa pagina raccoglie i dati riguardanti l'Associazione Calcio Messina nelle competizioni ufficiali della stagione 1936-1937.

## Rosa
| N. |                   | Ruolo | Calciatore           |
| -- | ----------------- | ----- | -------------------- |
|    | Italia (bandiera) | A     | Alessandro Andreini  |
|    | Italia (bandiera) | P     | Fernando Bonamartini |
|    | Italia (bandiera) | C     | Silvio Brioschi      |
|    | Italia (bandiera) | D     | Cesare Del Torto     |
|    | Italia (bandiera) | C     | Adolfo Dusi          |
|    | Italia (bandiera) | A     | Renato Ferretti      |
|    | Italia (bandiera) | C     | Mario Gardini        |
|    | Italia (bandiera) | A     | Giuseppe Gerbi       |

| N. |                   | Ruolo | Calciatore        |
| -- | ----------------- | ----- | ----------------- |
|    | Italia (bandiera) | C     | Vincenzo Lumia    |
|    | Italia (bandiera) | P     | Pietro Miglio     |
|    | Italia (bandiera) | C     | Aldo Querci       |
|    | Italia (bandiera) | A     | Romolo Re         |
|    | Italia (bandiera) | C     | Mameli Viani      |
|    | Italia (bandiera) | A     | Giovanni Villotti |
|    | Italia (bandiera) | D     | Aventino Zamboni  |
|    | Italia (bandiera) | D     | Giordano Zanasi   |

## Statistiche

### Statistiche di squadra
| Competizione | Punti | In casa | In casa | In casa | In casa | In casa | In casa | In trasferta | In trasferta | In trasferta | In trasferta | In trasferta | In trasferta | Totale | Totale | Totale | Totale | Totale | Totale | DR  |
| Competizione | Punti | G       | V       | N       | P       | Gf      | Gs      | G            | V            | N            | P            | Gf           | Gs           | G      | V      | N      | P      | Gf     | Gs     | DR  |
| ------------ | ----- | ------- | ------- | ------- | ------- | ------- | ------- | ------------ | ------------ | ------------ | ------------ | ------------ | ------------ | ------ | ------ | ------ | ------ | ------ | ------ | --- |
| Serie B      | 28    | 15      | 8       | 3       | 4       | 24      | 21      | 15           | 3            | 3            | 9            | 15           | 31           | 30     | 11     | 6      | 13     | 39     | 52     | -13 |

### Statistiche dei giocatori
| Giocatore      | Serie B  | Serie B |
| Giocatore      | Presenze | Reti    |
| -------------- | -------- | ------- |
| A. Andreini    | 4        | 0       |
| F. Bonamartini | 10       | -19     |
| S. Brioschi    | 31       | 0       |
| C. Del Torto   | 21       | 0       |
| A. Dusi        | 33       | 6       |
| R. Ferretti    | 31       | 10      |
| M. Gardini     | 31       | 4       |
| G. Gerbi       | 29       | 12      |
| V. Lumia       | 35       | 2       |
| P. Miglio      | 27       | -47     |
| A. Querci      | 34       | 4       |
| R. Re          | 32       | 9       |
| M. Viani       | 18       | 3       |
| G. Villotti    | 21       | 4       |
| A. Zamboni     | 32       | 0       |
| G. Zanasi      | 18       | 0       |